# Бойченко, Павел Николаевич
Павел Николаевич Бойченко (род. 30 апреля 1975, Фуньково, Московская область) — российский хоккеист, нападающий. Мастер спорта России. Тренер.

## Биография
Воспитанник клуба «Крылья Советов» Москва, тренер Сергей Иванович Касьянов. В сезоне 1992/93 дебютировал во второй команде «Крыльев Советов» в открытом чемпионате России. В сезонах 1993/94 — 1998/99 играл в МХЛ и РХЛ. Был одним из лидеров команды, но в конце сезона 1998/99 перед Бойченко и рядом хоккеистом образовалась задолженность. Перед сезоном 1999/2000 перешёл в ЦСКА. После сезона 2000/01, не дождавшись объединения двух армейских клубов, получал приглашения от «Локомотива», новокузнецкого «Металлурга», «Салавата Юлаева», «Крыльев Советов», но перешёл в тольяттинскую «Ладу». Сезон 2002/03 провёл в московском «Спартаке». В июне 2003 года вернулся в СКА, который тренировал Борис Михайлов, ранее работавший с Бойченко в ЦСКА. По ходу следующего сезона перешёл в воскресенский «Химик». Сезон 2005/06 начал в команде, переехавшей в Мытищи, затем перешёл в чеховский «Витязь», в составе которого дебютировал в первом чемпионате КХЛ 2008/09. В январе 2009 вновь перешёл в СКА. Летом 2009 года перешёл в челябинский «Трактор». Через год вернулся в «Витязь», подписав однолетний контракт. В сезоне 2011/12 играл за вторую команду украинского «Донбасса». Завершил карьеру игрока в сезоне 2012/13 в командах ВХЛ «Титан» Клин и «Буран» Воронеж.
Серебряный призёр чемпионата Европы среди юниорских команд 1993. Серебряный призёр чемпионата мира среди молодёжных команд 1995. Участник Зимней Универсиады 1997 в Южной Корее (4 место).
В составе сборной России участник Кубка Ческе Пойиштёвны 2000.
В 2013—2018 годах — детский тренер в «Крыльях Советов».
Сын Павел на юношеском уровне играл за «Крылья Советов», в сезоне 2020/21 — старший тренер в команде РГУФКСМиТ.